# 皮帕·海沃德
皮帕·海沃德（英語：Pippa Hayward，1990年5月23日—），生于但尼丁，新西兰女子曲棍球运动员。她曾代表新西兰国家队参加2018年英联邦运动会曲棍球比赛，获得一枚金牌。